# Chagaturu, Sorab
Chagaturu là một làng thuộc tehsil Sorab, huyện Shimoga, bang Karnataka, Ấn Độ.